# Konrad I. (Rietberg)
Graf Konrad I. von Rietberg (* nach 1203; † 1284/94) gilt als der eigentliche Begründer der Grafschaft Rietberg als ein eigenständiges Territorium.

## Leben
Er war Sohn von Graf Heinrich II. von Arnsberg und seiner Frau Ermengarde.
Im Jahr 1237 heiratete er das Edelfräulein Oda zur Lippe (* um 1210), Tochter von Hermann II. zur Lippe.
Bereits in der Vergangenheit war es in der Grafschaft Arnsberg üblich gewesen, dass wenn nach dem Tod des Vorgängers mehrere erbberechtigte Brüder vorhanden waren, der Mächtigere die eigentlichen Kernbereiche der Grafschaft um Arnsberg herum erhielt, während der schwächere das Territorium Rietberg und die holländischen Besitzungen der Familie Cuyk bekam. Dies war zur Zeit von Friedrich, zur Zeit von Heinrich I. wie auch in der Zeit von Gottfried II. und dem Vater von Konrad Heinrich II. der Fall. In diesen Fällen kam es zwar zu einer Teilung. Rechtlich blieb der Besitz aber eine Einheit.
Dies änderte sich 1237 als Gottfried III. und Konrad die beiden Landeshälften in einem gemeinsamen Vertrag auch rechtlich voneinander trennten. Dennoch nannte sich Konrad gelegentlich weiterhin auch Graf von Arnsberg.
Nach dem Abkommen erhielt Gottfried Arnsberg und Konrad die holländischen Besitztümer und Rietberg. Die holländischen Besitztümer waren durchaus bedeutend. Sie umfassten immerhin unter anderem ursprünglich die Grafschaft über die Stadt Utrecht. Inwieweit er seine Rechte in Holland wahrnehmen konnte, ist indes nicht überliefert.
Konrad wurde somit der eigentliche Stifter eines von Arnsberg unabhängigen Territoriums.
Später trat er dem Deutschorden bei.
Nachdem seine Frau am 17. September 1262 starb, gab Konrad die Grafschaft 1264 an seinen Sohn Friedrich.
Konrad starb 1284/94. Die Grabstätte ist nicht bekannt. Lediglich das Grab seiner Frau war im Kreuzgang des Klosters Marienfeld zu finden. Auf ihrem Grabstein stand:
Oda vir stirpisque suae sociata sepulchris
His tumulata locis titulis iacet inclita pulchris
In deutscher Übersetzung:
Oda, Edle zu Lippe.
Im Grabe vereint mit ihrem Mann und ihren Kindern,
liegt hier Oda, ausgezeichnet mit ruhmvollen Ehren.

## Nachkommen
- Friedrich, regierender Graf von Rietberg (1264–1282)
- Konrad, Bischof von Osnabrück (1270–1297)
- Otto, Bischof von Paderborn (1277–1307)
- Simon, Deutschordensritter († vor 19. Februar 1294)
- Hermann, Domherr in Osnabrück und Paderborn sowie Propst in Tongern († 1283)
- Oda, Äbtissin des Ägidiiklosters zu Münster († vor 1314)
- Gisela († vor 1290), verheiratet mit Johann von Homburg